# Leonard Feather
Leonard Feather (Londra, 23 settembre 1914 – Sherman Oaks, 22 settembre 1994) è stato un giornalista, pianista e critico musicale britannico, attivo soprattutto nel campo della musica jazz.
Noto soprattutto per la sua attività di pubblicista e storico del jazz, il nome di Feather divenne noto agli appassionati di jazz di tutto il mondo che, anche se non possedevano nessuna delle sue opere, leggevano le sue note di copertina sulle centinaia di album che presentò.

## Biografia
Londinese di nascita, Feather imparò a suonare il pianoforte da bambino e iniziò a scrivere di jazz nella tarda adolescenza. A ventun anni fece la prima visita negli Stati Uniti, paese dove si sarebbe stabilito, a New York, nel 1939 quando era già un affermato produttore e critico musicale nel suo paese.

Feather fu presente sulla scena jazz come musicista, produttore e pubblicista, ma è in quest'ultima veste che divenne più famoso: 
(B. Priestley)
Ammiratore del famoso crititco e produttore dell'era swing, John Hammond, che a suo dire era l'archetipo del critico musicale di jazz, Feather in pratica ne seguì la carriera, limitando però, molto più di Hammond, il proprio coinvolgimento nell'industria discografica, e finendo per diventare egli stesso il critico jazz archetipico.
Prolifico articolista e intervistatore, Feather inventò, per la rivista Metronome, i cosiddetti "Blindfold test", interviste in cui un musicista ascoltava dischi di cui ignorava l'autore e doveva cercare di indovinarlo e dare un voto (da zero a quattro stelle) al brano stesso. Feather portò il formato con sé quando traslocò alla rivista Down Beat, che registrò per sé il nome e continua a usarlo tuttora. I risultati di molti dei blindfold di Feather furono sorprendenti e controversi (i più abrasivi giudizi di Miles Davis fecero scalpore).
La sua opera più duratura fu senz'altro The Encyclopedia of Jazz, ancora oggi considerata un riferimento fondamentale per quello che riguarda la storia del jazz dall'inizio degli anni quaranta al 1960.
Convinto antisegregazionista e paladino dei diritti civili, Feather difese sempre con energia le proprie opinioni, entrando fra l'altro in violenta polemica con Stan Kenton, per la (presunta) composizione razzialmente motivata della sua orchestra. Fra gli artisti scoperti o pubblicizzati da Feather si ricordano le grandi cantanti Sarah Vaughan e Dinah Washington.
Feather, che nel 1960 si era trasferito a Los Angeles, morì a Sherman Oaks, in California, il giorno prima del suo ottantesimo compleanno.

## Opere di Leonard Feather
Tra le più note opere di Feather ricordiamo:
- The Encyclopedia of Jazz (Da Capo Paperback), 1984, ISBN 0306805294
- The Biographical Encyclopedia of Jazz (Oxford) ISBN 0195074181
- The Pleasures of Jazz, 1977 (Delacorte) ISBN 0385287860
- 200 Omnibus Of Jazz, 1974
- The Passion for Jazz, 1980
- From Satchmo To Miles, 1980 (Da Capo) ISBN 1417618922
- Jazz Years, The: Ear Witness to an Era, 1987, (Da Capo)
- New Yearbook of Jazz, 1985
- The Book of Jazz (Horizon) ISBN 0818012021
- The Encyclopedic Yearbooks of Jazz, 1993 ISBN 0306762897
- The World of Gene Krupa (con Bruce H. Klauber e George Simon), 2000

## Discografia
- 1937 - 1945: Leonard Feather 1937 - 1945 (Classics)
- 1951: Leonard Feather's Swingin' Swedes (Prestige)
- 1954: Dixieland Vs. Birdland (MGM)
- 1954: Cats Vs. Chicks (MGM)
- 1954: Winter Sequence (MGM)
- 1956: West Coast Vs. East Coast (MGM)
- 1956: Swingin' on the Vibories (MGM)
- 1957: Hi-Fi Suite (MGM)
- 1957: 52nd Street (VSOP)
- 1958: Swingin' Seasons (MGM)
- 1959: Jazz from Two Sides (Concept)
- 1971: Night Blooming Jazzmen (Mainstream)
- 1971: Freedom Jazz Dance (Mainstream)
- 1972: Night Blooming (Mainstream)
- 1972: All-Stars (Mainstream)
- 1997: Presents Bop (Tofrec)